# PlayStation Vue
PlayStation Vue – usługa telewizji strumieniowej, należąca do Sony Interactive Entertainment, uruchomiona 18 marca 2015 roku wyłącznie w USA. PS Vue oparto na stylu wielokanałowego dystrybutora programów wideo – łączyła ona w sobie telewizję na żywo (obejmującą szereg różnych kanałów telewizyjnych pochodzących z telewizji kablowej), wideo na żądanie i DVR w chmurze w celu strumieniowego przesyłania programów telewizyjnych, filmów i wydarzeń sportowych bezpośrednio do konsoli PlayStation lub innego obsługiwanego urządzenia – w tym urządzeń Smart TV.

## Historia
7 stycznia 2014 roku, podczas prezentacji na targach Consumer Electronics Show (CES) w Las Vegas, dyrektor generalny Sony Computer Entertainment, Andrew House, ogłosił, że firma opracowuje nową usługę opartą na chmurze, która będzie zawierać „najpopularniejsze programy telewizyjne na żywo w połączeniu z dużą biblioteką treści VOD” z zewnętrznych serwisów streamingowych. Ani House, ani przedstawiciele Sony Computer Entertainment nie podali żadnych szczegółów na temat tych planów.
12 listopada 2014 roku Sony oficjalnie ujawniło planowaną usługę, kiedy to spółki zależne wspólnie ogłosiły uruchomienie PlayStation Vue, usługi telewizyjnej over-the-top, która „pozwala na nowo odkrywać telewizję”, oferując transmisje na żywo z 75 kanałów należących m.in. do CBS Corporation, Viacom, NBCUniversal, Discovery Communications, Scripps Networks Interactive, Turner Broadcasting System. i 21st Century Fox, wraz z treściami na żądanie; usługa byłaby początkowo dostępna za pośrednictwem wbudowanej aplikacji na konsolach PlayStation 3 i PlayStation 4. Sony początkowo planowało zaoferować wersję beta usługi wybranym użytkownikom PS3 i PS4 na zasadzie zaproszenia, począwszy od tego samego miesiąca, choć ostatecznie przełożona to o trzy miesiące.
PlayStation Vue zostało uruchomione 18 marca 2015 roku. Vue zawarło swój pierwszy pakt z dużym kanałem premium 8 czerwca, kiedy CBS Corporation ogłosiło, że PlayStation Vue doda Showtime na początku lipca jako pakiet à la carte, składający się z linearnych kanałów sieci na wschodnim i zachodnim wybrzeżu, a także samodzielnej usługi przesyłania strumieniowego over-the-top (dołączając do Apple i Roku jako partnerzy startowi tego ostatniego).
15 czerwca 2015 roku na konferencji prasowej na targach Electronic Entertainment Expo (E3) House ogłosił, że PlayStation Vue zostanie udostępnione w Los Angeles i San Francisco tego samego wieczoru, a usługa stanie się wyłącznym partnerem startowym linearnego kanału internetowej sieci wideo Machinima, która zostanie włączona do poziomu Vue Elite. Usługa pozwoliłaby również właścicielom konsol PlayStation, w pozostałej części kraju na zakup wybranych kanałów na zasadzie a la carte począwszy od lipca, stwierdzając, że Vue będzie „pierwszą płatną usługą telewizyjną, która pozwoli użytkownikom subskrybować poszczególne kanały bez zakupu pakietu wielokanałowego”. Dostępne usługi a la carte początkowo obejmowały Showtime, Fox Soccer Plus, Epix Hitsoraz Machinima.
12 listopada 2015 r. PlayStation Vue rozszerzyło wsparcie dla Amazon Fire TV. Natomiast obsługę urządzeń Google Chromecast dodano w następnym miesiącu, 15 grudnia, jednak ta była ograniczona do użytkowników iOS, ponieważ PS Vue nie uruchomiło jeszcze aplikacji na systemy operacyjne Android i Windows 10 Mobile.
24 października 2019 pojawiły się pogłoski, jakoby Sony chciało sprzedać usługę Vue. Kilka dni później, 29 października, poinformowano, że zostanie ona wyłączona 30 stycznia 2020 roku.

## Funkcjonalność
PlayStation Vue nie zostało zaprojektowane jako substytut „tradycyjnego” dostawcy płatnej telewizji, ale jako uzupełnienie usług online opartych na subskrypcji takich jak Hulu i Netflix. Wstępna aktywacja PlayStation Vue (w tym ustawienie lokalizacji „domowej”) i wymagane utworzenie profilu można było przeprowadzić tylko za pomocą „obsługiwanego urządzenia podłączonego do telewizora” (PlayStation 3 lub 4, Roku, Amazon Fire TV, Android TV, PC lub Mac) z dostępem do Internetu. Aktywacja i wymagane utworzenie profilu za pomocą telefonu komórkowego lub Chromecasta nie było obsługiwane. Pakiety były rozliczane co miesiąc i można je było anulować w dowolnym momencie. Do subskrypcji nie była wymagana żadna umowa, a bezpłatny tygodniowy okres próbny był oferowany każdemu użytkownikowi, który normalnie miałby dostęp do usługi, a który wcześniej nie skorzystał z wersji próbnej. Miesięczna stawka była pobierana z karty kredytowej widza, jeśli usługa nie została anulowana przed końcem okresu próbnego. Ze względów umownych usługa była dostępna tylko na terenie kontynentalnych Stanów Zjednoczonych (z wyłączeniem ich terytoriów). Ponadto niektóre transmisje sportowe – w szczególności mecze futbolu uniwersyteckiego NFL i NCAA – były objęte blokadą ze względu na ograniczenia rynkowe nałożone przez ligi sportowe i uczelniane konferencje sportowe (obejmowało to wydarzenia transmitowane w głównych sieciach nadawczych, które nie były dostępne w usłudze na rynkach, na których podmiot stowarzyszony udzielił zezwolenia, chociaż niektóre transmisje telewizyjne z meczów, które nie były dostępne na żywo w PlayStation Vue, były dostępne po uwierzytelnieniu w aplikacji TV Everywhere za pomocą konta PlayStation Network). Użytkownicy PlayStation Vue nie mogli korzystać z usługi za pomocą własnych danych uwierzytelniających na konsolach PlayStation i innych urządzeniach podłączonych do telewizora poza lokalizacją, w której aktywowano ich subskrypcję. PlayStation Vue zawierało treści wideo na żądanie („VOD”). Usługa oferowała również funkcję Cloud DVR, która pozwalała użytkownikom automatycznie zapisywać i przechowywać nagrane treści przez 28 dni po nagraniu w aplikacji „Moje programy” i sortować je na spersonalizowanej liście; zarówno treści VOD, jak i DVR były uzależnione od dostępności według kanału, programu i lokalizacji, w szczególności treści z wielu stacji stowarzyszonych z CBS, których nie można było zapisać w aplikacjach „My DVR” lub „My Shows” ze względu na ograniczenia umowne dotyczące przesyłania strumieniowego. Niektóre treści na żywo na PlayStation Vue i nagrania DVR w chmurze z treściami zapisanymi w aplikacji „Moje programy” były ograniczone na urządzeniach mobilnych.
6 marca 2017 r. usługa wprowadziła funkcję obrazu w obrazie o nazwie „Multi-View”, która umożliwiała użytkownikom oglądanie do trzech kanałów jednocześnie na jednym ekranie; funkcja ta była początkowo dostępna tylko dla użytkowników PlayStation 4, choć spodziewano się, że zostanie wprowadzona na dodatkowe platformy w najbliższej przyszłości. Równolegle z tym ogłoszeniem Sony ujawniło również, że wprowadzi funkcję informowania o wynikach, która zapewnia cykliczne aktualizacje na temat wydarzeń sportowych, które aktualnie odbywają się i są emitowane na kanałach nadawanych przez PS Vue. Ta funkcja zawierałaby opcję wyłączania alertów, gdy użytkownik nadal ogląda trwającą grę.

## Zawartość
W marcu 2015 roku firma Sony ogłosiła, że zawarła porozumienia z wieloma głównymi dostawcami treści w celu dostarczania kanałów dla oferty PlayStation Vue, w tym The Walt Disney Company, Discovery Networks, Fox Corporation, NBCUniversal, AMC Networks, WarnerMedia, ViacomCBS i Metro-Goldwyn-Mayer.
W październiku 2016 roku kanały A&E Networks, The CW, stacje PBS i powiązanych z nim sieci, Univision oraz niektóre stacje niezależne nie osiągnęły jeszcze porozumienia z Sony, aby udostępnić swoje programy na PlayStation Vue. Jednak użytkownicy PS Vue mogli uzyskać dostęp do treści Univision za pośrednictwem wewnętrznej usługi over-the-top sieci, Univision Now.
Po dodaniu w maju 2016 r. stacji ABC, NBC, CBS i Fox, przedstawiciele Sony stwierdzili, że firma zamierza zawrzeć umowy przewozowe z niezależnymi grupami stacji, aby zapewnić ich sygnały na żywo dla PS Vue, stwierdzając, że „będzie nadal pracować nad dodaniem większej liczby stacji lokalnych w całym kraju”.

## Wspierane platformy
Usługa PS Vue była dostępna na poniższych platformach:
- PlayStation 3
- PlayStation 4
- Android TV
- Amazon Fire TV
- Roku TV
- nVidia Shield
- Apple TV
- Android
- iOS
- Chromecast
- Windows
- Linux
- macOS